# Yavuz Abadan
Yavuz Abadan (* 18. April 1905 in Eskişehir; † 30. Juni 1967 in Ankara) war ein türkischer Rechtswissenschaftler und Politiker. Seine Arbeitsschwerpunkte waren Rechtsphilosophie, Rechtsgeschichte und politisches Recht.
Nachdem er 1929 das Studium der Rechtswissenschaften an der Universität Istanbul abgeschlossen hatte, wurde er an der Ruprecht-Karls-Universität Heidelberg promoviert. 1942 wurde er Professor an der Universität Istanbul. Er schrieb Artikel für Tageszeitungen. Von 1943 bis 1946 war er als Abgeordneter der Provinz Eskişehir in der Großen Nationalversammlung der Türkei tätig. Nach 1946 arbeitete er an der Fakultät für Politikwissenschaften der Universität Ankara. Von 1952 bis 1954 war er der Dekan derselben Fakultät. Nach dem Militärputsch von 1960 wurde er aus der Universität entlassen und ging nach Berlin. 1962 durfte er wieder an die Universität Ankara zurückkehren.